# Aspitates ochrearia

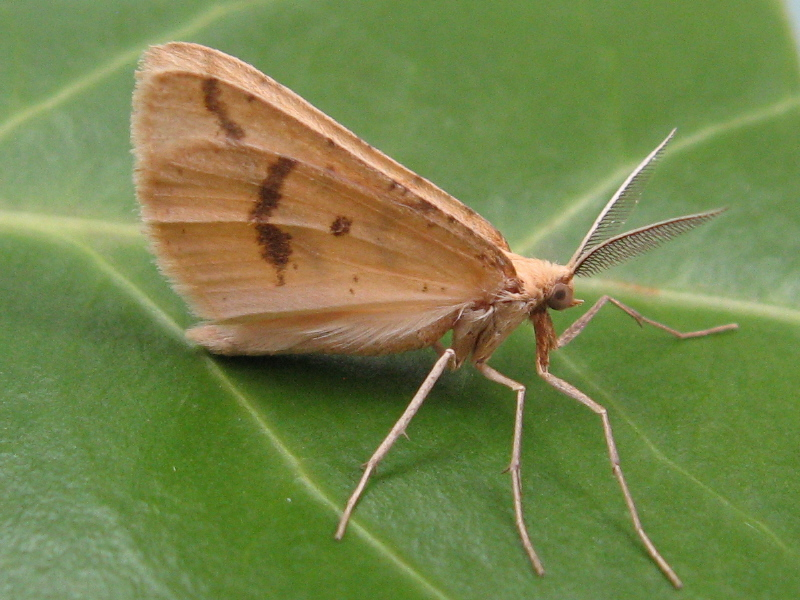
Flügelunterseite

Aspitates ochrearia ist ein Schmetterling aus der Familie der Spanner (Geometridae). Der Artname leitet sich von dem lateinischen Wort ochrearius mit der Bedeutung „ockergelb“ ab und bezieht sich auf die Grundfarbe der Falter.

## Merkmale

### Falter
Die Falter erreichen eine Flügelspannweite von 24 bis 32 Millimetern. Die Farbe der Vorderflügeloberfläche variiert von bernsteingelb über ockergelb bis hin zu cremefarben und zeigt eine leichte bräunliche Bestäubung. Eine nahe dem Apex beginnende und schräg zum Innenrand verlaufende äußere Querlinie hebt sich ebenso wie eine innere Querlinie graubraun ab. Ein kleiner Diskalfleck hat ebenfalls eine graubraune Farbe. Die Farbe der Hinterflügeloberseite ähnelt der Vorderflügeloberseite in leicht abgeschwächter Form. Die Hinterflügelunterseite zeigt eine deutliche dunkle Querlinie sowie einen Mittelpunkt, die in abgemilderter Form auf die Vorderseite durchscheinen. Die Fühler der Männchen sind gekämmt, diejenigen der Weibchen kurz gezähnt.

### Raupe
Ausgewachsene Raupen sind zeichnungsarm dunkelgrau gefärbt. Sie besitzen zwei als Paraprokt bezeichnete Analspitzen.

### Ähnliche Arten
Die Falter des Einstreifigen Trockenrasenspanners (Aspitates gilvaria) unterscheiden sich durch das Fehlen der graubraunen inneren Querlinie auf der Vorderflügeloberseite.

## Verbreitung und Lebensraum
Aspitates ochrearia ist in Südeuropa weit verbreitet, weiter nördlich und östlich kommt sie nur lokal vor. Die Art kommt auch in Nordamerika, Nordafrika und Teilen Asiens vor. Hauptlebensraum sind magere, trockene Wiesen, Steppen und Macchieformationen.

## Lebensweise
Die Falter sind tag- und nachtaktiv. Sie fliegen in zwei Generationen, schwerpunktmäßig in den Monaten März bis Mai sowie Juli bis Oktober. Nachts erscheinen sie an künstlichen Lichtquellen. Die Raupen ernähren sich polyphag von den Blättern einer Vielzahl verschiedener niedriger Pflanzen, bevorzugt von Hülsenfrüchtlern (Fabaceae).